# Caren Diefenderfer
Caren Lea Diefenderfer (Allentown, 18 de janeiro de 1952 – 30 de março de 2017) foi uma matemática estadunidense, conhecida por seus esforços para promover a numeracia.

## Formação e carreira
Diefenderfer nasceu em Allentown, Pensilvânia. Começou seus estudos de graduação no Smith College, mas se transferiu para o Dartmouth College entre as primeiras mulheres a serem admitidas como estudantes de graduação em Dartmouth. Formou-se com honras summa cum laude em matemática em Dartmouth em 1973. Passou a estudar na p[os-graduação na Universidade da Califórnia em Santa Bárbara. Sua tese de 1980, Approximation of Functions of Several Variables, foi orientada por David Sprecher.
Em 1977, antes de concluir seu doutorado, Diefenderfer assumiu um cargo de docente no Hollins College, onde permaneceria pelo resto de sua carreira. Também atuou como leitora-chefe do exame AP Calculus para 2004–2007, e como presidente da National Numeracy Network para 2011–2013.

## Reconhecimento
Em 2017 foi um dos vencedores dos Prêmios Haimo, concedido pela Mathematical Association of America para reconhecer o ensino excepcional que é influente além do próprio campus do destinatário. A citação do prêmio destacou seus esforços como "pioneira no campo da Alfabetização Quantitativa, cujo objetivo é garantir que todos os estudantes universitários se tornem quantitativamente alfabetizados por meio de cursos interessantes em um nível adequado", seu serviço como presidente da National Numeracy Network, seu trabalho influente no exame AP Calculus e sua defesa das mulheres na matemática.

## Morte
Diefenderfer morreu em 30 de março de 2017, vitimada por câncer de mama.